# David Wheeler
David John Wheeler, miembro de la Royal Society (9 de febrero de 1927 – 13 de diciembre de 2004) fue un científico de computación. Nació en Birmingham y se graduó en 1948 en el Trinity College, Cambridge.
Sus contribuciones al campo incluyen trabajo en la EDSAC y la transformación Burrows-Wheeler. Junto a Maurice Wilkes y Stanley Gill, se le acredita la invención de la subrutina (a la que se refería como subrutina cerrada). En criptografía, fue el diseñador de WAKE y codiseñador de los algoritmos de cifrado Tiny Encryption Algorithm y XTEA junto a Roger Needham. En 1950, Wheeler y Maurice Wilkesusaron el EDSAC para resolver una ecuación diferencial que relaciona las frecuencias alélicas un en papel hecho por Ronald Fisher. Esto representa el primer uso de una computadora por un problema en la biología.
Wheeler contrajo matrimonio con Joyce Blackler en agosto de 1957, quien usó EDSAC para sus investigaciones matemáticas mientras era estudiante investigadora en 1955. Fue miembro del Colegio Darwin, Cambridge en 1964 y se retiró formalmente en 1994, aunque continuó siendo miembro activo del Laboratorio de Computación en la Universidad de Cambridge hasta su muerte.
Wheeler es comúnmente citado diciendo "Cualquier problema en ciencias de la computación puede ser solucionado con otra capa de indirección. Pero usualmente creará otro problema." Otra cita atribuida a él es "Compatibilidad significa repetir deliberadamente los errores de otras personas."